# Kira (Oroszország)
Kira (oroszul: Кыра) falu Oroszország ázsiai részén, a Bajkálontúli határterületen, a Kirai járás székhelye.

## Elhelyezkedése
A Kira (az Onon mellékfolyója) partján, Csitától 445 km-re dél-délnyugatra helyezkedik el, a mongóliai határ közelében.

## Története
A területen 1728-ban létesített határvédelmi őrhelyből alakult ki. A lakosság főleg mezőgazdasági termeléssel, állattenyésztéssel foglalkozik. 
A falutól kb. 50 km-re, Hapcseranga körzetében jelentős cink-, ón-, ólomérc készletek voltak, kitermelésük az 1930-as évek közepén kezdődött. Az 1970-es évek végén a készletek kimerülése miatt a bányászat befejeződött, az ércdúsító leállt.

## Népessége
- 1989-ben 5006 fő
- 2002-ben 4654 fő[2]
- 2010-ben 4563 fő volt.[3]